# SK Aaigem
SK Aaigem is een Belgische voetbalclub uit Aaigem. De club is bij de KBVB aangesloten met stamnummer 7938 en heeft zwart en groen als kleuren. De ploeg speelt zijn thuiswedstrijden op de Langemunt 37 te Aaigem.

## Geschiedenis
De club sloot zich op 13 juni 1973 aan bij de Belgische Voetbalbond. Aaigem ging er spelen in de provinciale reeksen. Aaigem zweeft er al een paar jaar tussen Derde en Vierde Provinciale. In 2008/09 degradeerde Aaigem andermaal van Derde naar Vierde Provinciale, in het seizoen 2010/11 keerden ze via de eindronde terug naar Derde. In 2012/13 volgde opnieuw degradatie naar Vierde. Na jarenlang strijden voor een promotie naar Derde provinciale heeft SK Aaigem, na 2 mislukte pogingen, de promotie in het seizoen 2018/19 alsnog weten afdwingen.

## Jeugdwerking
In 1995 richtte SK Aaigem een jeugdwerking op. Deze telt ongeveer 150 jeugdspelers en is actief met ploegen vanaf U6 tot en met U15.

## Seizoen 2019/2020

### Spelerskern
| No.           | Naam                    | Nationaliteit | Geboortedatum | Vorige club   |
| ------------- | ----------------------- | ------------- | ------------- | ------------- |
| Keepers       |                         |               |               |               |
| 1             | Neal Liddicott          | België        | 01-02-2001    | KRC Bambrugge |
| ?             | Gianni Raes             | België        | ?             | ?             |
| Verdedigers   |                         |               |               |               |
| 3             | Thomas Camu             | België        | ?             | ?             |
| 17            | Pieter Kiekens          | België        | 06-09-?       | KFCO Burst    |
| 4             | Maarten De Neve         | België        | ?             | ?             |
| 5             | Jens De Cock            | België        | ?             | ?             |
| Middenvelders |                         |               |               |               |
| 7             | Ruud Limpens            | België        | ?             | ?             |
| 6             | Jonas Van Wesemael      | België        | ?             | SV Ressegem   |
| ?             | Jens coetsiers          | België        | ?             | ?             |
| 11            | Kenneth Van Baden       | België        | ?             | ?             |
| 12            | Brent Verliefde         | België        | ?             | ?             |
| 13            | Thiebaut Van Doosselaer | België        | ?             | ?             |
| 19            | Emile Mukoko            | België        | ?             | ?             |
| 8             | Jonas Cammerman         | België        | ?             | ?             |
| 15            | Kristof Beerens         | België        | ?             | ?             |
| ?             | Rune Lammens            | België        | 12/08/2002    | KRC Bambrugge |
| Aanvallers    |                         |               |               |               |
| 18            | Ibrahim Bah             | België        | ?             | ?             |

### Technische Staf
| Naam                  | Nationaliteit | Geboortedatum | Functie                          |
| --------------------- | ------------- | ------------- | -------------------------------- |
| Technische staf       |               |               |                                  |
| Luc Kiekens           | België        | ?             | Trainer 1ste ploeg               |
| Danny Van Der Bruggen | België        | ?             | Trainer Reserven + T2 1ste ploeg |
| Gunther Thiebaut      | België        | ?             | Ploegafgevaardigde 1ste ploeg    |
| Wim Lammens           | België        | ?             | Ploegafgevaardigde Reserven      |
| Dirk Cammerman        | België        | ?             | Verzorger 1ste ploeg en reserven |

### Bestuur

#### Raad Van Bestuur
| Functie        | Naam             | Nationaliteit |
| -------------- | ---------------- | ------------- |
| Voorzitter     | José Baeten      | België        |
| Secretaris     | Johnny De Munter | België        |
| Penningmeester | Filip Degreyse   | België        |

#### Dagelijks Bestuur
| Functie    | Naam                   | Nationaliteit |
| ---------- | ---------------------- | ------------- |
| Voorzitter | Johnny De Munter       | België        |
| Lid        | Gunther Thiebaut       | België        |
| Lid        | Tom De Vroe            | België        |
| Lid        | Davy De Vos            | België        |
| Lid        | Jeroen Lommers         | België        |
| Lid        | Ewout Van Waeyenberghe | België        |
| Lid        | Hendrik De Lange       | België        |